# Pondok Kresek
Pondok Kresek is een bestuurslaag in het regentschap Rokan Hilir van de provincie Riau, Indonesië. Pondok Kresek telt 3821 inwoners (volkstelling 2010).